# Bossányi Farkas
Nagybossányi Bossányi Farkas (Nyitra vármegye, 1669. június 21. – Gönc, 1726. augusztus 31.) jezsuita rendi tanár.

## Élete
A szónoklati osztályt Nagyszombatban végezte és 1687-ben a jezsuita rendbe lépett. 1708-tól Nagyszombatban a bölcseletet és hittudományt nyolc éven át előadta és a Marianum igazgatója volt. 1715-ben Kassára küldték tanárnak, ezután Esztergomban volt házfőnök.

## Művei
- Tripartitum juris philosophici actibus logicis principia tradens. Tyrnaviae, 1706
- Curiosum quare per quia Aristotelicum resolutum. Respondente Stephano Varju. Ugyanott, 1707 (ugyanaz, Resp. Georgio Szoblakovics. Uo. 1708)
- Sacculus distinctionum, sive philosophicum A. B. C. continens ordine alphabetico… Uo. 1707 (uj czímlappal. Uo. 1708 és 1720)
- 170 Proverbia Aristotelis a Joh. Rabai proposita. Uo. 1707 (uj czímlappal. Uo. 1708)
- Parentalia magni curiae judicis comitis Georgii Erdődy. Uo. 1714
- Theologia polemica. Bartphae, 1715 (ujra nyomtatva Kolozsvártt 1715 és 1753)
- Rövid napokban foglalt hosszú érdemes élet, azaz mélt. csábrági gr. Kohári Ignácz úrfi 16 esztendeig tartó életének koros napokra lett megfordulása. Nagyszombat, 1720
- Magyar koronának és országnak nagy áron lett megvétele. Pozsony, 1723 (Szent-István-napi egyházi beszéd Panonhalmán)